# War and Pain
A War and Pain a kanadai Voivod thrash metal együttes 1984-ben megjelent bemutatkozó nagylemeze.
A dalokat mindössze három nap alatt vették fel az énekes Snake anyjától kölcsönkért pénzen. Az eredeti hangfelvétel meglehetősen gyenge minőségű, még a kor mércéjével is. Ez az együttes és a hangmérnök tapasztalatlanságának volt köszönhető. Azelőtt csak a Metal Massacre 5 válogatáslemezre vették fel a Condemned To The Gallows című számukat. Az egyértelmű zenei hatások (Motörhead, Venom) mellett a Voivod egyedi látásmódja már ezen az albumon is tetten érhető. A dalszövegek és a thrash metal stílusú dalok egy képzeletbeli, poszt-nukleáris világot jelenítenek meg.
2004-ben, a debütáló nagylemez megjelenésének 20 éves jubileuma alkalmából a kiadó egy 3-lemezes boxset formájában újra megjelentette az albumot feljavított hangzással és rengeteg bónuszfelvétellel.

## Az album dalai
A. oldal
1. Voivod  – 4:16
2. Warriors of Ice  – 5:06
3. Suck Your Bone  – 3:32
4. Iron Gang  – 4:15
5. War and Pain  – 4:55

B. oldal
1. Blower  – 2:43
2. Live for Violence  – 5:11
3. Black City  – 5:07
4. Nuclear War  – 7:02

## Közreműködők
- Denis Belanger "Snake" – ének
- Denis D'Amour "Piggy" – gitár
- Jean-Yves Theriault "Blacky" – basszusgitár
- Michel Langevin "Away" – dobok

## 20 éves jubileumi boxset kiadás (2004)
CD 1
War and Pain (remasterelt album)
1. Voivod  – 4:16
2. Warriors of Ice  – 5:06
3. Suck Your Bone  – 3:32
4. Iron Gang  – 4:15
5. War and Pain  – 4:55
6. Blower  – 2:43
7. Live for Violence  – 5:11
8. Black City  – 5:07
9. Nuclear War  – 7:02

Anachronism (első koncert felvétele, 1983. június)
1. Condemned to the Gallows  – 5:07
2. Blower  – 3:01
3. Voivod  – 3:50

To The Death (Metal Massacre V. stúdiófelvételek)
1. Condemned to the Gallows  – 5:09
2. Voivod  – 4:41
3. Iron Gang  – 4:24

CD 2.
Morgoth Invasion (koncert demo, 1984. december)
1. Build Your Weapons  – 4:42
2. War and Pain  – 6:25
3. Condemned to the Gallows  – 4:52
4. Warriors of Ice  – 5:07
5. Helldriver  – 3:57
6. Horror  – 3:52
7. Black City  – 5:32
8. Nuclear War  – 6:32
9. Blower  – 3:04
10. Live for Violence  – 6:45
11. Ripping Headaches  – 3:12
12. Iron Gang  – 4:19
13. Korgüll, the Exterminator  – 4:50
14. Suck Your Bone  – 4:25
15. Witching Hour  – 2:51 (Venom-feldolgozás)
16. Chemical Warfare  – 6:17 (Slayer-feldolgozás)

CD 3.
Multimedia
- Biográfia 1985
- Vélemények 2003
- Dalszövegek
- Hangfelvételek
- Videóklip
- Fotók
- Grafika
- Háttérképek
- Képernyővédők

## Külső hivatkozások
- Allmusic.com
- Voivod.NET